# Acrochordonichthys melanogaster
Acrochordonichthys melanogaster és una espècie de peix de la família dels akísids i de l'ordre dels siluriformes.

## Alimentació
És un peix depredador que es nodreix de peixos dels gèneres Nemacheilus i Glyptothorax.

## Morfologia
- Els mascles poden assolir els 11 cm de llargària total.
- Nombre de vèrtebres: 35-37.[5][6]

## Distribució geogràfica
Es troba al Sud-est asiàtic: Tailàndia, Malàisia i Indonèsia.